# HD139094
HD139094 — хімічно пекулярна зоря спектрального класу B8, що має видиму зоряну величину в смузі V приблизно  7,4.
Вона  розташована на відстані близько 942,6 світлових років від Сонця.